# 臺汽客運三重站
25°03′45″N 121°29′32″E / 25.06256°N 121.49223°E
臺汽客運三重站位於臺灣臺北縣三重市中正北路，是1979年至2008年間存在的客運車站。原為臺灣省政府交通處公路局第一運輸處之三重站，1977年10月21日動工興建，1978年11月30日竣工:1，1980年移交臺灣汽車客運公司，2001年移交國光客運。三重站曾是臺灣省公路局以及臺汽客運的主要發車站之一，營運至2008年6月30日止。此後遷往鄰近三重交流道的重陽路四段53號1樓店鋪為國光重陽站，車輛轉換至集美街車場停放，三重站原址改作停車場。2018年左右拆除，由寶佳集團築禾建設公司改建為築禾交響院公寓大廈。臺汽三重站建築與臺汽客運板橋站擁有相似的建築風格，一樓有半圓形的候車廳。:35-37站房為一幢四層樓建築，由嚴啟昌設計監造，東鴻營造廠承建，:1一樓為車站月臺、候車廳及調度室，二樓為辦公室，三樓及四樓為休息室。:1車站後方為三重檢修班之車輛保養廠，為地上二層廠房。:1三重站前的中正陸橋，完工於1982年11月。

## 另見
- 臺北西站A棟
- 臺北轉運站
- 國道客運台北總站
- 臺灣汽車客運
- 臺灣主要客運車站列表